# Drzewkostrzępka klonowa

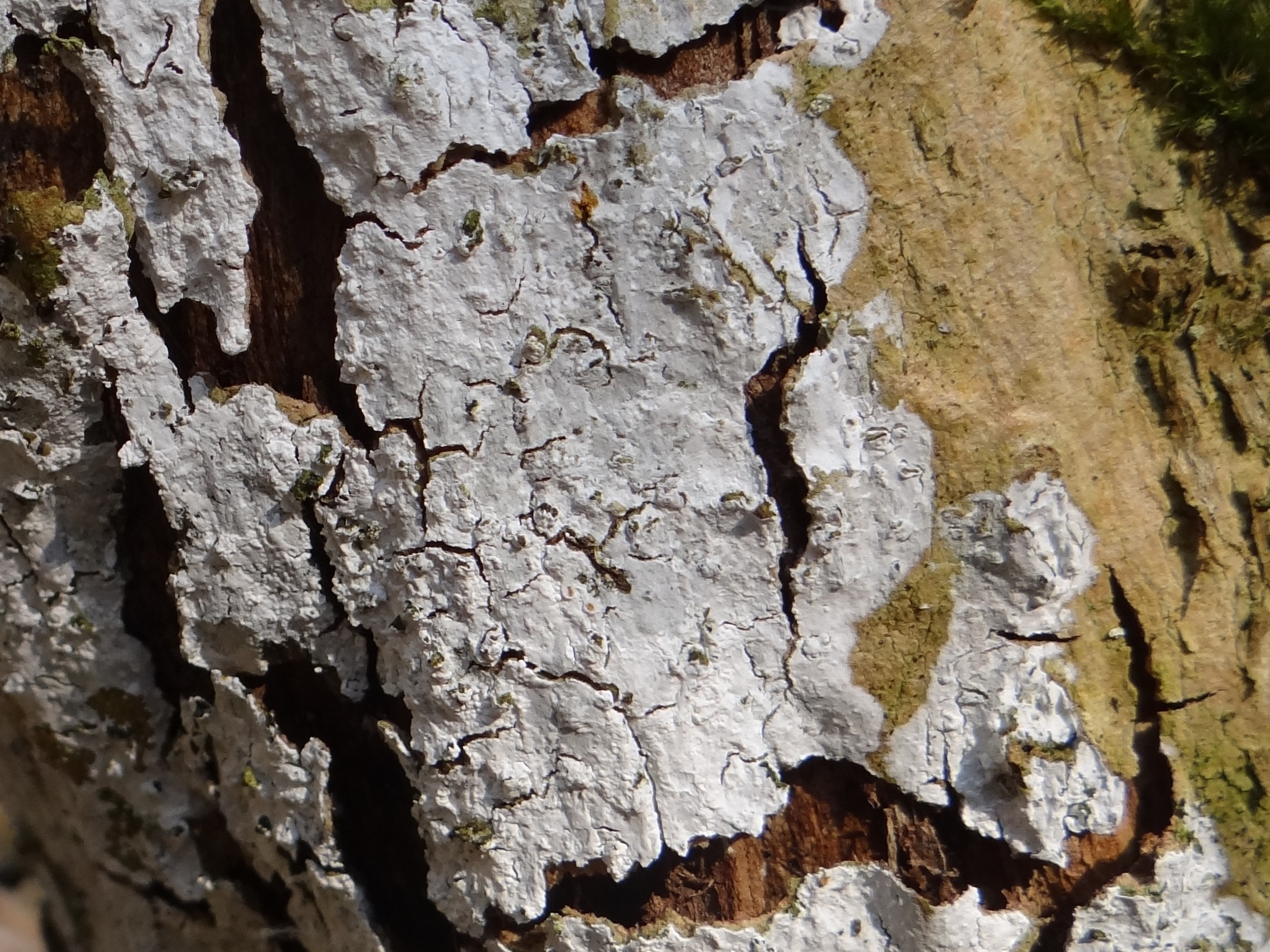

Drzewkostrzępka klonowa (Dendrothele acerina (Pers.) P.A. Lemke) – gatunek grzybów z rzędu pieczarkowców (Agaricales).

## Systematyka i nazewnictwo
Pozycja w klasyfikacji według Index Fungorum: Dendrothele, Incertae sedis, Agaricales, Incertae sedis, Agaricomycetes, Agaricomycotina, Basidiomycota, Fungi.
Po raz pierwszy opisał go w 1796 r. Christiaan Hendrik Persoon, nadając mu nazwę Corticium acerinum. Obecną, uznaną przez Index Fungorum nazwę nadał mu w 1965 r. Paul Arenz Lemke przenosząc go do rodzaju Dendrothele. Niektóre synonimy nazwy naukowej:

- Acanthophysium acerinum (Pers.) G. Cunn. 1963
- Aleurocorticium acerinum (Pers.) P.A. Lemke 1964
- Aleurodiscus acerinus (Pers.) Höhn. & Litsch. 1907
- Corticium abietis (Fr.) Romell 1895
- Corticium acerinum Pers. 1796
- Hypochnus acerinus (Pers.) Pat. 1889
- Stereum acerinum (Pers.) Fr. 1838
- Stereum longisporum (Höhn. & Litsch.) Sacc. 1912
- Thelephora acerina (Pers.) Pers. 1801
- Vuilleminia acerina (Pers.) Parmasto 1968
- Xerocarpus acerinus (Pers.) P. Karst. 1882

Polską nazwę nadał Władysław Wojewoda w 1999 r. Wcześniej gatunek ten w polskim piśmiennictwie naukowym opisywany był jako pleśniak klonowy, płaskosz wapniowaty, powłocznik wapniowaty lub powłocznik kredowy.

## Morfologia
Owocniki
Skórzaste, rozpostarte na podłożu i ściśle z nim związane. Tworzą rozproszone kolonie. Pojedynczy owocnik ma szerokość 2–10 mm, ale owocniki często zlewają się z sobą. Mają grubość 0,08 – 0,1 (0,15) mm. Powierzchnia oprószona o barwie od kredowo białej do brudnokredowej. Jest ciągła, ale po wyschnięciu staje się popękana. Obrzeża owocników są wyraźnie ograniczone.
Cechy mikroskopowe;
System strzępkowy monomityczny. Strzępki rozgałęzione, cienkościenne, nieregularne, proste, z przegrodami, bez sprzążek. Mają grubość 1,5–2 μm. Występują w nich bardzo liczne kryształki. Hymenium składa się z pseudocystyd, dendrohyfid, bazydioli i podstawek. W starszych owocnikach dendrohyfidy są dobrze rozwinięte, nieregularnie rozgałęzione. Stanowią główną część hymenium. Mają grubość 1–1,5 μm i są bardzo silnie wypełnione kryształkami, wskutek czego są kruche. Kryształki utrudniają też ich obserwację. Stają się lepiej widoczne po wygotowaniu preparatu w kwasie mlekowym, lub po poddaniu go działaniu HCl. Pseudocystydy rozrzucone lub nieobecne. Mają kształt od wrzecionowatego do kolbowatego i palczaste zakończenia i są bezbarwne. Bazydiole odwrotnie jajowate, zgrubiałe i większe od pseudocystyd. Podstawki pałkowate do maczugowatych, o rozmiarach (30–) 40–60 × (6) 7–9 (–12) μm z czterema długimi sterygmami o długości 7,4–10 (–12) i szerokości 1–1,5 um u podstawy. Zarodniki o kształcie od jajowatego do jajowato-elipsoidalnego, lekko spłaszczone doosiowo i rozmiarach (8), 10–13 (–15) × (6) 7–10 (–11) μm (o długości mniej więcej dwukrotnie większej od szerokości). Ściany zarodników cienkie lub nieco pogrubione, gładkie, nieamyloidalne, lub lekko amyloidalne.

## Występowanie i siedlisko
Jest szeroko rozprzestrzeniony w wielu regionach świata, zarówno o klimacie umiarkowanym, jak i tropikalnym. Występuje w USA, na wyspach Morza Karaibskiego, w Meksyku, Europie, Nowej Zelandii, Japonii, Brazylii. W Polsce jest pospolity.
Saprotrof rozwijający się na korze drzew i krzewów liściastych, szczególnie takich, jak: klon jawor, klon polny, różne gatunki wierzb. Rozwija się przez cały rok. Najczęściej występuje na pniach, na wysokości do 1–2 m nad ziemią.